# Verein für Natur- und Vogelschutz im Hochsauerlandkreis

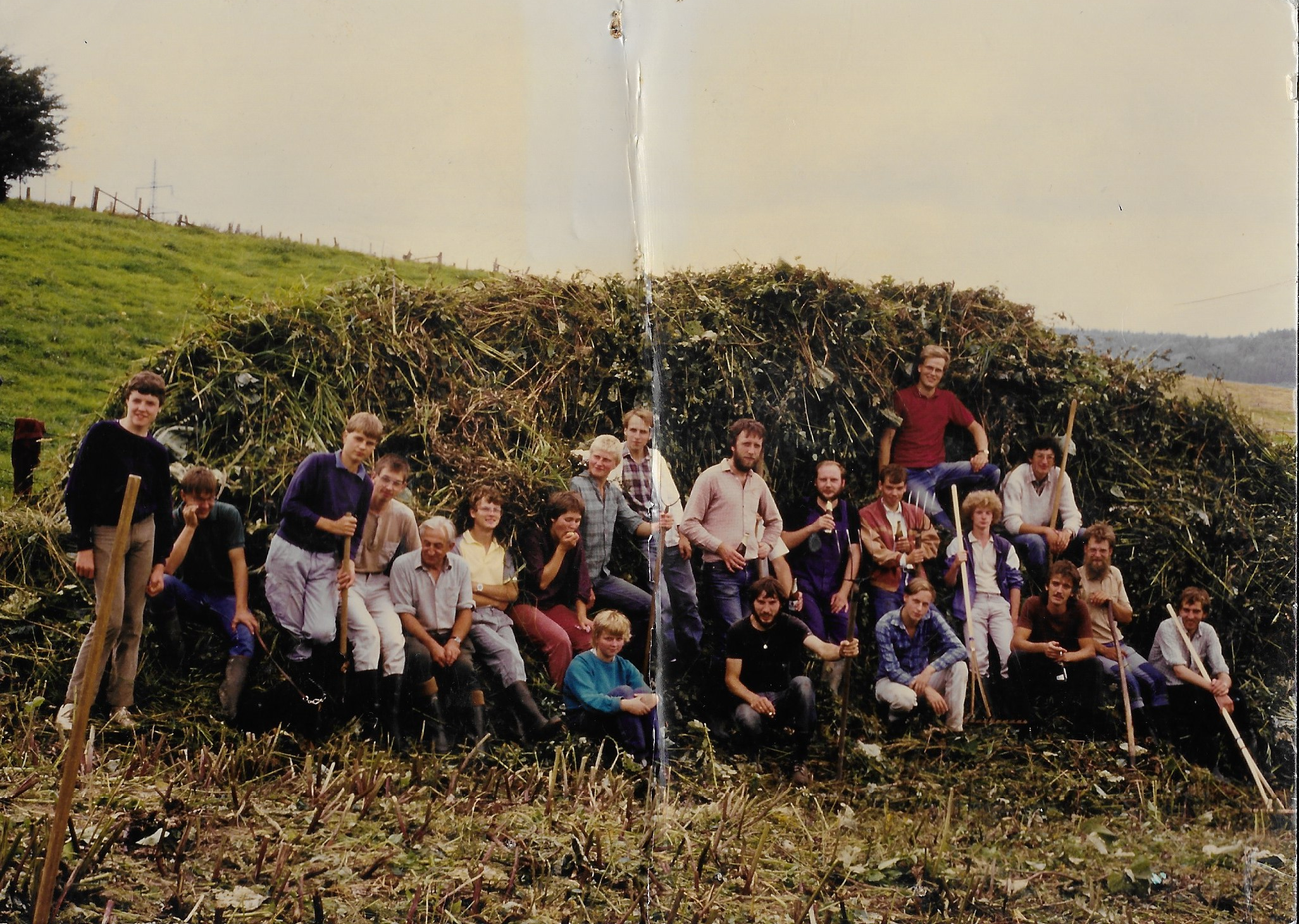
22 Mitglieder vom Verein für Natur- und Vogelschutz im Hochsauerlandkreis 1986 bei einem Arbeitseinsatz im Naturschutzgebiet Helmeringhauser Bruch

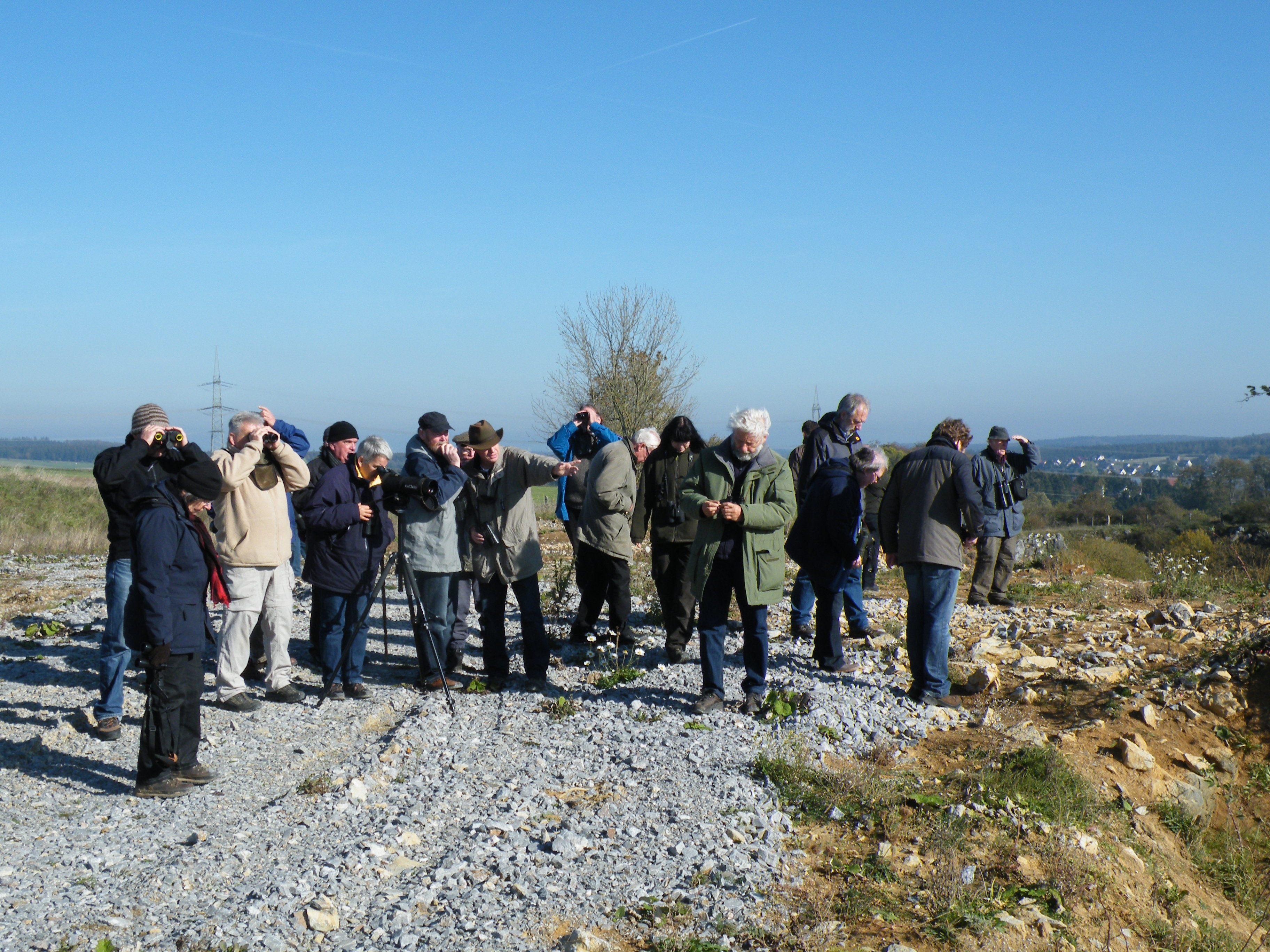
Exkursion des Vereins

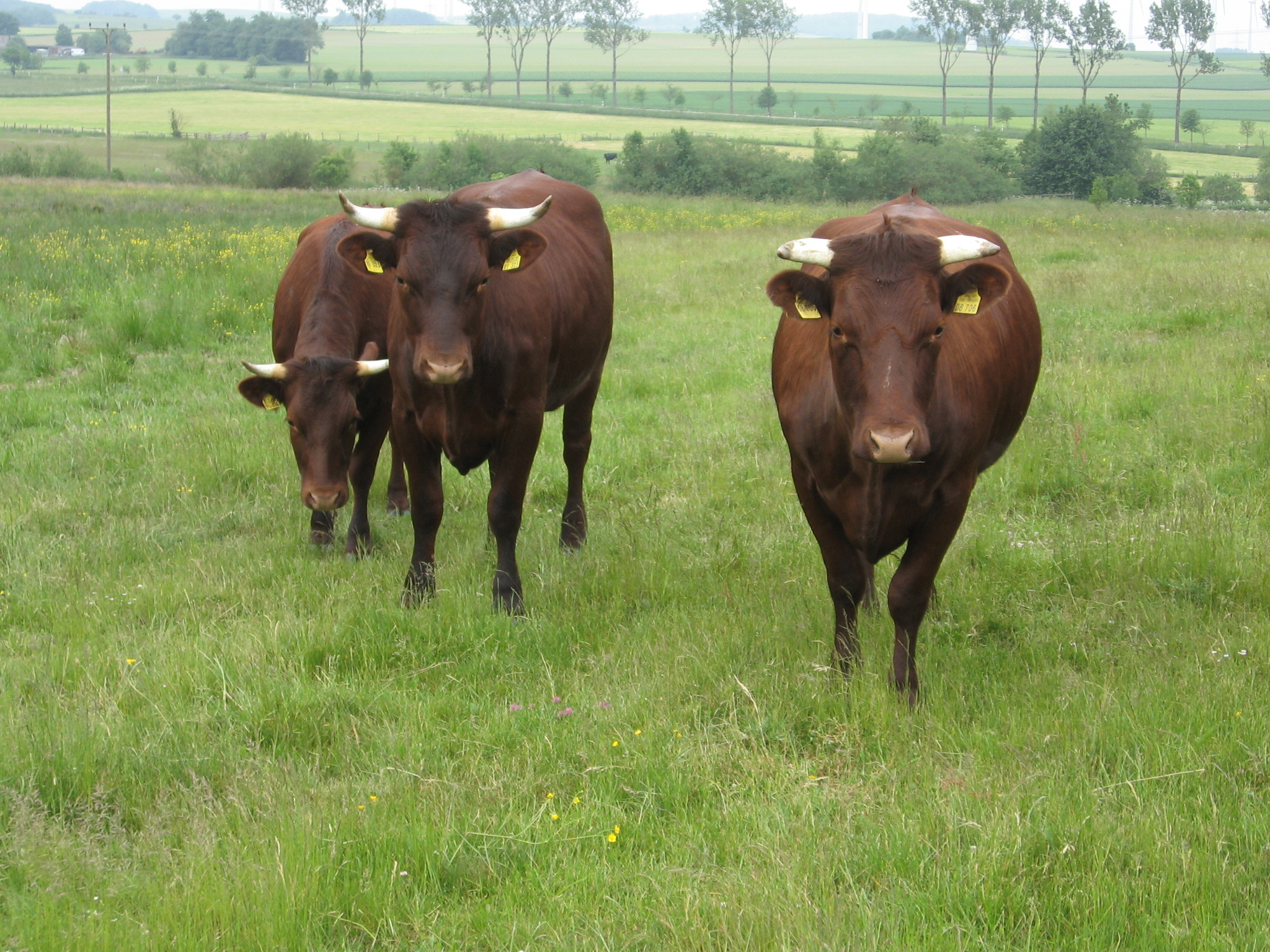
Vereinseigenes Rotes Höhenvieh im Naturschutzgebiet Hemmeker Bruch

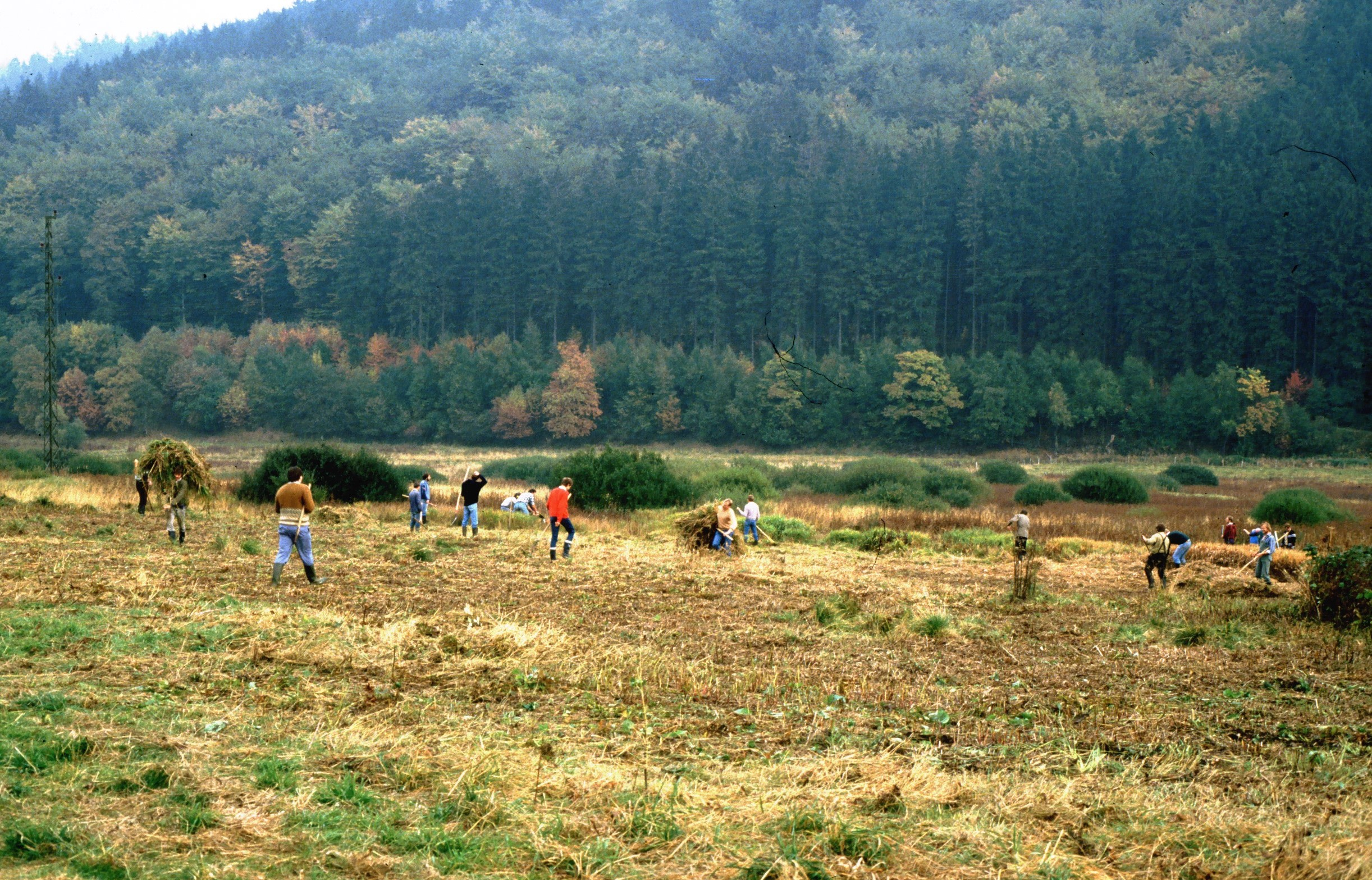
Pflegearbeiten im Naturschutzgebiet Irrgeister 1986

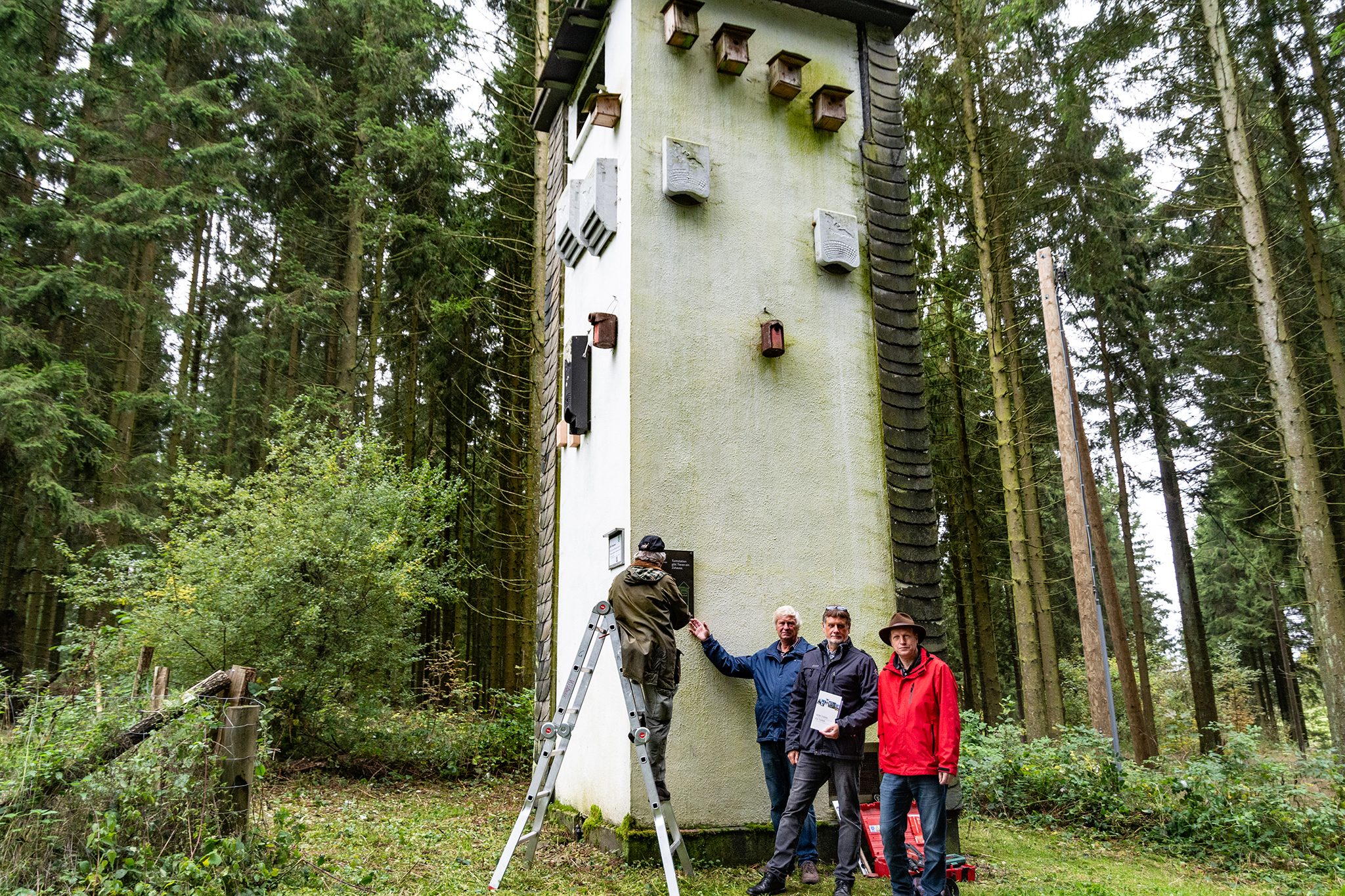
Einweihung Artenschutzturm Hohenwibbecke

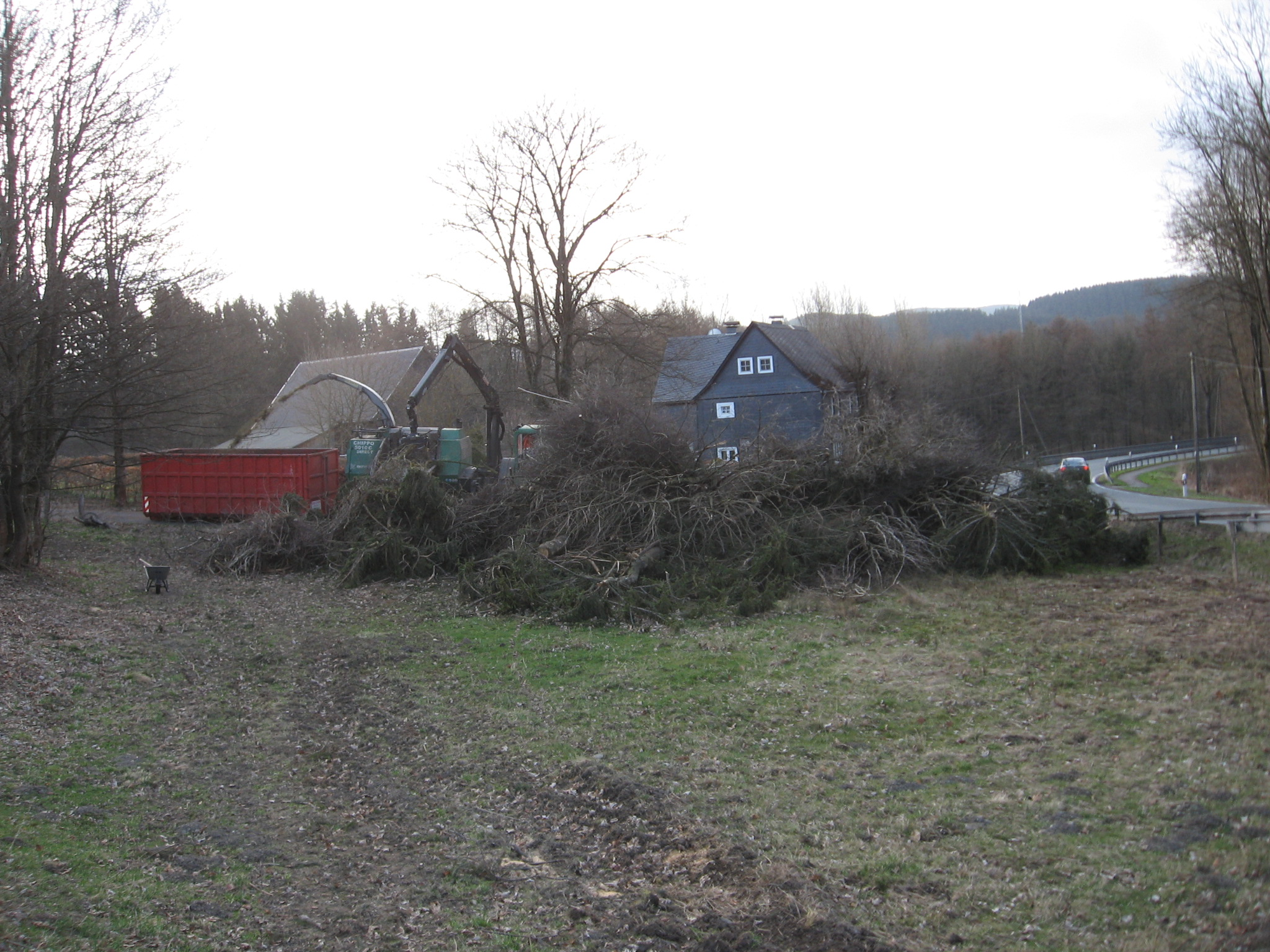
Forsthäcksler häckselt, am Rand des vereinseigenen Naturschutzgebiet Vor’m Hängeberg, entfernte Fichten und Büsche

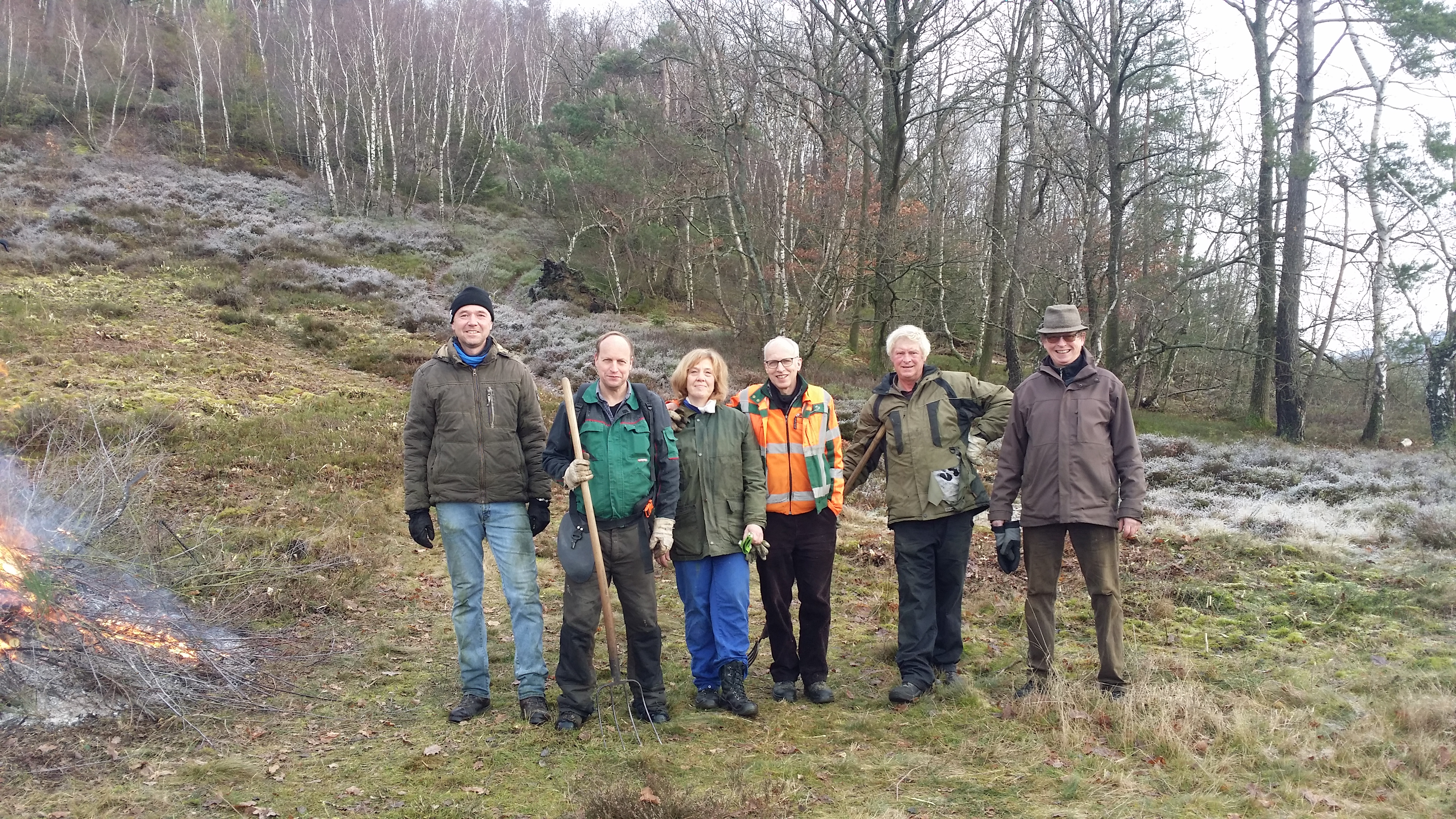
Mitglieder des VNV bei Arbeitseinsatz im Naturschutzgebiet Gräfenberg

Der Verein für Natur- und Vogelschutz im Hochsauerlandkreis, kurz VNV, ist ein Naturschutzverein im Hochsauerlandkreis (HSK) in NRW. Er hat ca. 600 Mitglieder. Sein Sitz ist Arnsberg und die Geschäftsstelle befindet sich im Hauptgebäude des Klosters Bredelar in Marsberg-Bredelar. Der Verein wurde 1981 gegründet. Vereinsperiodikum sind die Irrgeister.

## Vereinsarbeit
Der Verein arbeitet seit Gründung bei landes- und bundesweiten Kartierungen der Brutvogelarten, der Gefäßpflanzen, Amphibien, Reptilien, Heuschrecken, Schmetterlingen und Schnecken mit. In den 1990er Jahren wurde im Auftrag der Landesanstalt für Ökologie, Bodenordnung und Forsten NRW die Überarbeitung der Biotopkartierung im Hochsauerlandkreis (HSK) durchgeführt. Für ausgewählte Naturschutzgebiete wurden in Abstimmung mit der Unteren Landschaftsbehörde die ersten Pflege- und Entwicklungspläne für den Hochsauerlandkreis erstellt. Die Ornithologische Arbeitsgemeinschaft (OAG) erstellt einen jährlichen Bericht.
Zu den Einzelprojekten zählt die Erhaltung des Roten Höhenviehs. Der Verein besitzt eine eigene Herde von ca. 30 Tieren vom Roten Höhenvieh. 
Der VNV erstellt als Mitglied der Landesgemeinschaft Naturschutz und Umwelt (LNU) zu allen Verfahren nach § 29 (heute § 58) Bundesnaturschutzgesetz, also bei Eingriffen in Natur und Landschaft wie Straßenbauverfahren, Gewässerausbauten etc. Stellungnahmen. 
Der VNV hat durch Anträge die Ausweisung regional und landesweit bedeutsamer Naturschutzgebiete im HSK angestoßen. Die Ausweisung des Europäischen Vogelschutzgebietes Medebacher Bucht geht auf einen Antrag des VNV zurück. Im Dezember 2019 beantragte der VNV bei der EU-Kommission die Ausweisung eines etwa 28.000 ha großes Europäisches Vogelschutzgebiet Diemel- und Hoppecketal. Die Bezirksregierung Arnsberg leitete im Dezember 2020 ein Anhörungsverfahren zur Meldung des Europäischen Vogelschutzgebietes Diemel- und Hoppecketal mit Wäldern bei Brilon und Marsberg mit einer Größe von 12.396 ha an die EU-Kommission ein.

## Flächen in Vereinseigentum, Pacht- und Betreuungsflächen
Der Verein pflegt und betreut Flächen mit einer Größe von etwa 500 Hektar im ganzen HSK. Ein Großteil dieser Flächen wurde auf Antrag des VNV von der Nordrhein-Westfalen-Stiftung Naturschutz, Heimat- und Kulturpflege (NRW-Stiftung) angekauft. Diese Flächen werden vom Verein im Auftrag der Stiftung betreut. Ein Beispiel ist das Naturschutzgebiet Hummelgrund, in dem die NRW-Stiftung ab 1990 50,13 Hektar Land ankaufte und die der Verein betreut.
Andere Flächen befinden sich im Eigentum des VNV oder wurden angepachtet. Die Flächen des Vereins sind meist aus Arten- und Biotopschutzsicht besonders wertvoll, wie Heiden, Magerrasen und Feuchtwiesen, die in Naturschutzgebieten (NSG), Naturdenkmalen (ND) und Landschaftsschutzgebieten (LSG) liegen. Seit 1984 werden von Juli bis Ende Februar in 14-täglichem Rhythmus Arbeitseinsätze in wertvollen Lebensräumen wie Feuchtwiesen, Heiden und Magerrasen durchgeführt.
Das Naturschutzgebiet Wulsenberg ist eines der Betreuungsgebiete des Vereins, wobei Teile des NSG auch mit Unterstützung durch die NRW-Stiftung angekauft wurden. 2016 konnte der Verein mit Unterstützung durch die NRW-Stiftung den Steinbruch Stoß und umgebende Buchenwaldbereiche bei Marsberg-Giershagen mit einer Flächengröße von etwa 17 Hektar kaufen. Teilbereiche des Buchenwaldes gehören zum Naturschutzgebiet Eselstall / Mittelberg und gleichzeitig zum Fauna-Flora-Habitat-Gebietes (FFH) Gewässersystem Diemel und Hoppecke (Natura 2000-Nr. DE-4617-302) im Europäischen Schutzgebietssystem nach Natura 2000. 2017 kaufte der VNV aus Eigenmitteln eine Buchenwaldfläche mit 1,01 Hektar Flächengröße im Naturschutzgebiet Brandiger Berg, ebenfalls Teil vom FFH-Gebiet Gewässersystem Diemel und Hoppecke, an. Die Waldfläche wurde anschließend aus der forstlichen Nutzung genommen.
2014 übernahm der VNV die 1946 gebaute Transformatorenstation Sundern-Hohenwibbecke, wo Strom aus dem Mittelspannungsnetz mit einer Spannung von 10.000 Volt in Haushaltsstrom umgewandelt wurde, da Westnetz die Turmtransformatorenstation durch einen kompakten kleinen Transformator ersetzte. Am 11. Oktober 2019 wurde dem VNV von Westnetz offiziell die Turmstation, nun zum Artenschutzturm umgebaut, übergeben. Der VNV erhielt für das Projekt Artenschutzturm Hohenwibbecke den RWE-Umweltschutzpreis der Stadt Sundern 2015. Im Dezember 2019 übernahm der VNV von Westnetz, aktuell Teil von E.ON, bei Schmallenberg-Menkhausen eine zweite Transformatorenstation.

## Mitgliedschaften und Mitarbeit
Der VNV ist in verschiedenen anderen Vereinen Mitglied:
- Landesgemeinschaft Naturschutz und Umwelt NRW
- Förderverein der Nordrhein-Westfalen-Stiftung Naturschutz, Heimat- und Kulturpflege
- Bioland[14]
- Verein zur Erhaltung und Förderung des Roten Höhenviehs
- Verein Naturpark Diemelsee

Der VNV ist ferner Partner des NABU-NRW im Hochsauerlandkreis.
Der VNV stellt Vertreter für den Naturschutzbeirat, früherer Name Landschaftsbeirat, des HSK und den Jagdbeirat des HSK und im Trägerverein des Naturschutzzentrums – Biologische Station – Hochsauerlandkreis.

## Auszeichnungen
Der Verein wurde seit 1990 vielfach mit Umweltpreisen von Städten im Hochsauerland ausgezeichnet. Im Jahr 2013 wurde der VNV mit der Auszeichnung WegWeiser der NRW-Stiftung für sein Engagement im Naturschutz ausgezeichnet.
Am 9. Juli 2021 bekam ein Acker, der sich in Vereinseigentum befindet sich im Landschaftsschutzgebiet Freiflächen um Giershagen, von Deutsche Bundesstiftung Umwelt die Auszeichnung 100 Äcker für die Vielfalt. Der Acker wird mit Zielrichtung Förderung der Segetalflora (Ackerunkrautgesellschaft) bewirtschaftet und deshalb kommen Arten wie Sommer-Adonisröschen, Acker-Hundskamille und Rundblättrigen Hasenohr vor.